# Torvsäckspindel
Torvsäckspindel (Clubiona norvegica) är en spindelart som beskrevs av Embrik Strand 1900. Torvsäckspindel ingår i släktet Clubiona och familjen säckspindlar. Arten är reproducerande i Sverige. Inga underarter finns listade i Catalogue of Life.